# Фогт, Йенс
Йенс Фогт (нем. Jens Voigt; род. 17 сентября 1971, Гревесмюлен, Германия) — немецкий профессиональный шоссейный велогонщик. В 2008 году стал победителем Тура Польши. В 2003 году стал победителем гонки Париж—Бурж. Выиграл этап на гонке Джиро д’Италия и три этапа на Тур де Франс. Экс-рекордсмен мира в часовой гонке на треке.

## Биография
В августе 2014 года объявил о завершении профессиональной карьеры после окончания US Pro Challenge. В активе Фогта 340 завершённых этапов Тур де Франс. За 17 лет профессиональной карьеры он выиграл 11 многодневных и пять однодневных гонок, а также стал победителем трёх этапов Гранд-туров.
3 сентября 2014 года заявил о намерении побить часовой рекорд. 18 сентября на велодроме Суисс в швейцарском городе Гренхен преодолел за час 51,115 км, побив державшийся 9 лет рекорд Ондржея Сосенки.

## Личная жизнь
Отец шести детей.